# Alfonso Bataller Vicent
Alfonso Bataller Vicent (Castelló de la Plana, 1960) és metge i polític valencià del Partit Popular de la Comunitat Valenciana, alcalde de Castelló des del 2011 al 2015.

## Biografia
Bataller es va llicenciar en Medicina per la Universitat de València en 1983. Posteriorment va treballar en diversos hospitals com La Fe de València, Gran Via i General de Castelló i La Plana de Vila-real. Paral·lelament, desenvolupà tasques relacionades amb la Conselleria de Sanitat de la Generalitat Valenciana, com ara al Consell d'Assessors, a la Direcció General d'Ordenació, Avaluació i Investigació Sanitària (2003-2004) i a la Direcció General d'Assistència Sanitària (2004-2007). Finalment, fou subsecretari de Sanitat de la Generalitat Valenciana entre 2007 i 2011, amb el conseller Manuel Cervera.
Una nova etapa política comença a les eleccions municipals de 2011, a les quals es presentava per primer cop. Les llistes locals del PPCV eren encapçalades per Alberto Fabra, qui va guanyar l'alcaldia per majoria absoluta de 15 regidors, amb 34.680 vots, el 46,61% dels útils. No obstant això, Battaller hagué de substituir-lo tan sols uns mesos després del nomenament després de la renúncia d'aquest per tal de ser nomenat president de la Generalitat. Alfonso Bataller és també vicesecretari general del PP local.

## Corrupció
El 25 d'abril de 2013 és imputat pel TSJCV a la branca valenciana del cas Gürtel per haver adjudicat de forma irregular el contracte de l'Acte Premi Salut i Societat 2007 a Orange Market, empresa de la trama Gürtel, quan Bataller era un alt càrrec de la Conselleria de Sanitat de la Generalitat Valenciana.
El 24 de febrer de 2004, el jutge instructor al TSJCV de la branca valenciana del cas Gürtel amplia la imputació d'Alfonso Bataller Vicent, quan aquest era sotssecretari de la Conselleria de Sanitat de la Generalitat Valenciana, per un segon contracte de la Conselleria de Sanitat amb Orange Market, empresa de la trama Gürtel, per a la realització d'un vídeo sobre l'ampliació de l'Hospital Clínic. Està citat a declarar el pròxim 26 de febrer.